# Чёрный (мыс, Чёрное море)
Чёрный мыс (укр. Чорний мис) — мыс на северо-западе Крыма на территории Черноморского района Крыма. Вдаётся в Каркинитский залив Чёрного моря. Расположен к западу в непосредственной близости от села Межводное.
Береговая линия мыса со стороны Каркинитского залива обрывистая абразивного типа, Ярылгачской бухты — пологая (каменистая).
На мысе расположен маяк — створный навигационный знак, основанный в 1939 году.
Вокруг мыс окружает поле с однолетней травяной растительностью без дорог с твёрдым покрытием.